# Musculus extensor digiti minimi
De musculus extensor digiti minimi of pinkstrekker is de spier die ervoor zorgt dat extensie en ulnairabductie van de vijfde vinger, de pink, mogelijk is. Deze spier heeft zijn origo aan het caput commune, een gezamenlijke aanhechting van de musculus extensor digiti minimi, de musculus extensor digitorum en de musculus extensor carpi ulnaris aan de epicondylus lateralis humeri van de humerus.
De insertie van de musculus extensor digiti minimi is te vinden bij de dorsale aponeurose, aan de proximale falanx van de pink.
Functioneel behoort de musculus extensor digiti minimi bij de musculus extensor digitorum, die ook zorgt voor extensie van de vijfde vinger. Bij een verminderde functie van de musculus extensor digiti minimi neemt de musculus extensor digitorum, die ook zorgt voor extensie van de tweede, derde en vierde vinger, de taken dan ook over. Dat er anatomisch onderscheid wordt gemaakt tussen beide spieren, is vanwege de pees van de musculus extensor digiti minimi, die door de vijfde peesschedetunnel van het retinaculum extensorum loopt.